# Lonnie Holley
Lonnie Holley (* 10. února 1950) je americký hudebník a sochař.

## Život
Narodil se v Birminghamu ve státě Alabama. Tvrdí o sobě, že se narodil jako sedmý ze sedmadvaceti dětí v dobách Jima Crowa a ve čtyřech letech byl vyměněn za láhev whisky. Před zahájením umělecké kariéry kopal hroby, sbíral bavlnu a byl také kuchařem. Ve věku patnácti let se poprvé stal otcem. Rovněž tvrdí, že byl po srážce s automobilem prohlášen za mrtvého.
V roce 1979 vyrobil náhrobky svým dvěma dětem, které zahynuly při požáru domu. Později vytvořil několik podobných útvarů, které roku 1981 přinesl do Birminghamského muzea umění, kde byly okamžitě vystaveny. Jeho dílo bylo zanedlouho vystavováno i v newyorském Muzeu amerického lidového umění, stejně jako v atlantském Uměleckém muzeu Highových.
V roce 1996 byl informován, že jeho pozemek na kopci nedaleko letiště bude muset odprodat. Správa letiště mu nabídla 14 tisíc dolarů, ale jelikož věděl, že jeho instalace na vrcholu má osobní a uměleckou hodnotu, požádal o 250 tisíc dolarů. Případ se později dostal k soudu, kde Holley od letiště získal 165 700 dolarů. Instalace byla následně přesunuta na větší pozemek nedaleko města Harpersville.
V roce 2012 vydal své první hudební album Just Before Music. Následovala alba Keeping a Record of It (2013) a Mith (2018).